# Drusus simplex
Drusus simplex là một loài Trichoptera trong họ Limnephilidae. Chúng phân bố ở miền Cổ bắc.